# Jiří Šolc
Jiří Šolc (13. listopadu 1932, Bělá u Staré Paky – 8. dubna 2010) byl český vojenský historik. V roce 1968 začal působit ve Vojenském historickém ústavu, který musel za normalizace opustit. K činnosti historika se vrátil po sametové revoluci. Napsal řadu knih týkajících se československého odboje za druhé světové války.